# خانه حمدالله حدیدی
خانه حمدالله حدیدی مربوط به دوره معاصر است و در شهرستان فومن، شهرک تاریخی ماسوله واقع شده و این اثر در تاریخ ۲۵ اسفند ۱۳۸۰ با شمارهٔ ثبت ۵۳۹۴ و ۵۱۶۲ به‌عنوان یکی از آثار ملی ایران به ثبت رسیده‌است.